# Адмиралтейский мост (Гатчина)
Адмиралтейский мост (Мост с кордегардиями) — автодорожный каменный арочный мост через протоку, соединяющую Белое и Чёрное озера в Гатчине, Ленинградская область. Памятник архитектуры, объект культурного наследия федерального значения. Расположен в створе проспекта 25 Октября, на границе Дворцового и Приоратского парков. Мост назван Адмиралтейским из-за близости к Адмиралтейству.

## История

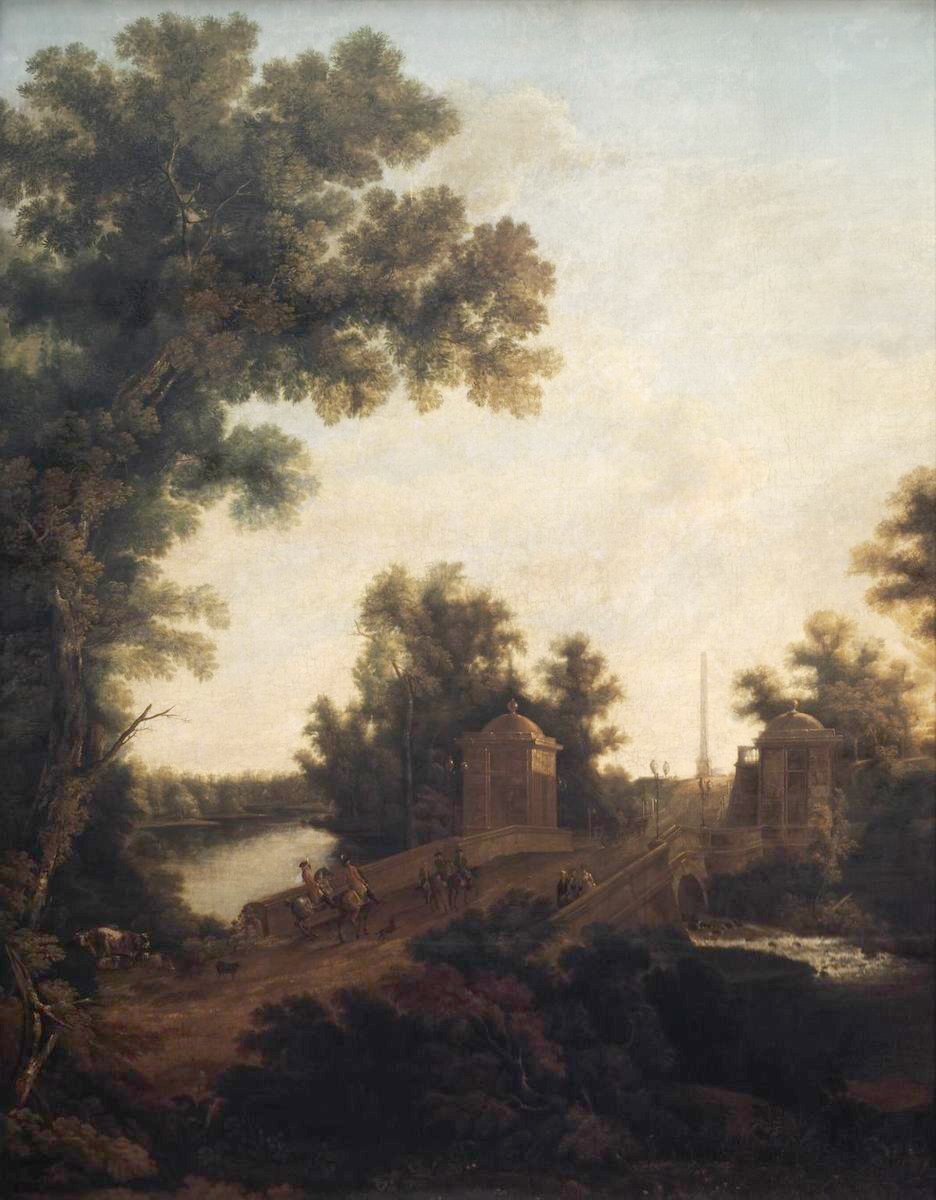
«Каменный мост в Гатчине у площади Коннетабля», Семён Фёдорович Щедрин, между 1799 и 1801 годами

Мост построен в 1793—1794 годах по распоряжению от 26 мая 1792 года, на сохранившемся проекте нет подписи автора. Мост служил заставой при въезде на придворцовую территорию, поэтому у одного из береговых устоев были построены две кордегардии, завершённые куполами, украшенными медными шарами.
В 1883 и 1887 году выполнен ремонт кордегарий, а в 1894 году — самого моста.
В годы войны и немецкой оккупации мост был взорван, сохранились только остатки устоев и павильоны, восстановлен в 1990 году.

## Конструкция
Мост однопролетный каменный арочный. Фасады моста облицованы гранитом. Контуры арки подчёркнуты архивольтами, их дополняет «пучковый» замковый камень.
Мост предназначен для движения автотранспорта и пешеходов. Проезжая часть моста включает в себя 2 полосы для движения автотранспорта. Покрытие проезжей части — асфальтобетон, на тротуарах уложены гранитные плиты. В качестве ограждений использованы глухие гранитные парапеты из серого гранита, доходящие до павильонов и создающие небольшую полукруглую площадь. Необычен рисунок парапета, изломанный под острым углом по середине арки. Тротуары моста отделены от проезжей части гранитными парапетами.
У южного устоя моста расположены 2 каменных  квадратных в плане павильона. Стены  павильонов обработаны крупным рустом и завершаются куполообразной кровлей с золочёным завершением в виде шара. Каждая кордегардия в середине имеет плоскую вертикальную нишу, в которой по трем фасадам расположены небольшие окна, а со стороны проезжей части — дверной проем; крупные выступающие камни фасадов обработаны рустом, стены завершаются карнизом большого выноса. Цоколь и стены кордегардий сделаны из тёсанного пудостского камня, полы — плиты из известняка.